# قلمرو شمال غرب

قلمرو شمال غرب، که همچنین به عنوان شمال غربی قدیمی  شناخته می شود و به‌طور رسمی به عنوان سرزمین شمال غربی رودخانه اوهایو  شناخته می‌شود که از قلمرو سازماندهی نشده غرب ایالات متحده پس از جنگ انقلاب آمریکا شکل گرفت. در سال ۱۷۸۷ توسط کنگره کنفدراسیون از طریق فرمان شمال غربی تأسیس شد، این اولین قلمرو سازماندهی شده پس از دوران استعمار کشور بود.
در زمان ایجاد، این قلمرو شامل تمام سرزمین های غربی پنسیلوانیا، شمال غربی رودخانه اوهایو و شرق رودخانه می‌سی‌سی‌پی در جنوب دریاچه های بزرگ بود، و آنچه بعداً به نام آبهای مرزی شناخته شد. این قلمرو در پیمان پاریس در سال ۱۷۸۳ به ایالات متحده واگذار شد. در طول جنگ انقلابی، این منطقه بخشی از استان کبک بریتانیا بود. این شامل تمام یا بخشهای بزرگی از شش ایالت احتمالی ایالات متحده ( اوهایو، ایندیانا، ایلینوی، میشیگان، ویسکانسین و قسمت شمال شرقی مینه سوتا ) بود. با تشکیل منطقه ایندیانا در ۴ ژوئیه ۱۸۰۰، به اوهایو امروزی، میشیگان شرقی و بخشی از جنوب شرقی ایندیانا کاهش یافت، در ۱ مارس ۱۸۰۳، هنگامی که بخش جنوب شرقی سرزمین به عنوان ایالت به اتحادیه پذیرفته شد ، دیگر وجود نداشت. در اوهایو ، و بقیه به قلمرو ایندیانا متصل شده است.
در ابتدا، این قلمرو تحت فرمان حکومت نظامی، تحت فرماندار و سه قاضی اداره می شد. با افزایش جمعیت، یک قانونگذار به ترتیب جانشین شهرستانها تشکیل شد که سرانجام جمعاً سیزده نفر شدند. در زمان ایجاد، سرزمین شمال غربی یک بیابان وسیع بود که مدتها به وسیله فرهنگ‌های بومی آمریکا از جمله دلاور، میامی، پوتاواتومی، شاونی و دیگران جمعیت داشت. تعداد انگشت شماری از شهرک های مستعمره فرانسه، به علاوه کلارکسویل در آبشارهای اوهایو وجود داشت. در زمان انحلال قلمرو، دهها شهر و شهرک وجود داشت، تعدادی از آنها دارای هزاران شهرک نشین بودند، عمدتا در امتداد رودهای اوهایو و میامی و ساحل جنوبی دریاچه ایری در اوهایو. درگیری بین شهرک نشینان و ساکنان بومی آمریکا در این سرزمین منجر به جنگ سرخپوستان شمال‌غربی شد که با پیروزی ژنرال "دیوانه" آنتونی وین در نبرد چوب های ساقط در ۱۷۹۴ به پایان رسید. پیمان بعدی گرین ویل در ۱۷۹۵ راه را برای استقرار جنوب و غرب اوهایو باز کرد.

## حوزه
قلمرو شمال غربی شامل تمام سرزمینهای متعلق به ایالات متحده در غرب پنسیلوانیا ، شرق رودخانه می‌سی‌سی‌پی و شمال غربی رود اوهایو بود. این سرزمین شامل سرزمین اوهایو به جز قسمتی در غرب پنسیلوانیا و ایالت ایلینوی شرقی شامل می‌شد. این قلمرو همه ایالت اوهایو امروزی، ایندیانا، ایلینوی، میشیگان و ویسکانسین و همچنین قسمت شمال شرقی مینه سوتا را در بر می گرفت. سرزمین های غربی رودخانه می‌سی‌سی‌پی، استان لوئیزیانا در نیو فرانس (که توسط ایالات متحده در سال ۱۸۰۳ توسط خرید لوئیزیانا خریداری شد) بودند. سرزمین های شمال دریاچه های بزرگ شامل استان بریتانیایی بالای کانادا بود و سرزمین های جنوب رودخانه اوهایو شامل شهرستان کنتاکی ویرجینیا بود که در سال ۱۷۹۲ به عنوان ایالت کنتاکی، به اتحادیه پیوستند. این منطقه شامل بیش از ۲۶۰٬۰۰۰ مایل مربع (۶۷۰٬۰۰۰ کیلومتر مربع)   و در زمان ایجاد آن حدود یک سوم مساحت ایالات متحده را شامل می شد. این قلمرو سکونتگاه حدود ۴۵۰۰۰ بومی آمریکایی و ۴۰۰۰ تاجر اغلب کانادایی و انگلیسی بود. از جمله قبایل ساکن در منطقه می توان به شاونی، دلاور، میامی، ویندوت، اتاوا و پوتاواتومی اشاره کرد. قابل ذکر است که پایتخت میامی به همراه پست های تجاری بریتانیایی در ککیونقا در محل فورت وین کنونی ایندیانا قرار داشت. خنثی سازی ککیونگا کانون جنگ شمال غربی سرخپوستان شد، رویدادهای محرک در تکامل اولیه قلمرو.